# Trachelyopterus lucenai
Trachelyopterus lucenai är en fiskart som beskrevs av Bertoletti, Pezzi da Silva och Pereira, 1995. Trachelyopterus lucenai ingår i släktet Trachelyopterus och familjen Auchenipteridae. Inga underarter finns listade i Catalogue of Life.